# Burg Löwenstein (Württemberg)
Die Burg Löwenstein in älterer Literatur auch Leonstain, ist die Ruine einer mittelalterlichen Spornburg über der Stadt Löwenstein im Landkreis Heilbronn. Der Name leitet sich ab vom Wappentier der ursprünglichen Erbauer, der Grafen von Calw, und übertrug sich dann auf die angrenzende Ortschaft.

## Lage
Die Burgruine Löwenstein erhebt sich etwa 13 Kilometer ostsüdöstlich von Heilbronn auf 427 m ü. NN. Etwa 150 Meter im Südosten der 42 Meter tiefer gelegenen Stadtmitte von Löwenstein wacht sie in aussichtsreicher Spornlage am Keuperrand des Naturraums Schwäbisch-Fränkische Waldberge über das rund 230 Meter tiefer liegende Tal der Sulm. Mit der Anlage eines heute noch etwa neun Meter tiefen Halsgrabens trennten die Burgherren den Sporn des Burggeländes von dem schmalen, nach Osten nur noch leicht ansteigenden Ausläufer der Löwensteiner Berge ab, die im Rücken der Burg in wenigen Kilometern Entfernung Höhen von nahezu 550 m ü. NN erreichen.

## Geschichte
Die Grafen von Calw errichteten an dieser Stelle vermutlich im späten 11. Jahrhundert (etwa 1080 bis 1090, unter Adalbert II. von Calw) am Abstieg der Salzstraße von Schwäbisch Hall nach Heilbronn von der Hochfläche der Schwäbisch-Fränkischen Waldberge eine erste Burg. Schon 1133 wurde die Burg wegen Erbstreitigkeiten durch Welf VI. angegriffen und teilweise zerstört, später im 12. Jahrhundert jedoch wieder hergerichtet und ausgebaut.
Nach den Calwern ging die Burg mitsamt der Grafschaft Löwenstein in Habsburger Besitz über. Beim Besuch des Königs Rudolf I. im Jahr 1287 erhielt die angrenzende Ortschaft Löwenstein das Stadtrecht. In der ersten Hälfte des 14. Jahrhunderts wurde die Burg wohl um die ersten Zwingermauern erweitert, außerdem wurde die Stadtmauer von Löwenstein errichtet, deren Flügelmauern bis zur Burg hinauf reichten.
Im späten 14. Jahrhundert kamen Burg und Stadt Löwenstein immer mehr unter den Einfluss der Kurpfalz. Die Hälfte von Stadt und Burg wurden 1382 an Kurfürst Ruprecht I. verpfändet, 1394 und 1399 schlossen die Löwensteiner Grafen Burgfrieden mit Ruprechts Nachfolgern. Dadurch entstandene politische Spannungen mit den Herren von Weinsberg und dem Haus Württemberg, deren Territorien angrenzten, gaben Anlass zu Baumaßnahmen im frühen 15. Jahrhundert. 1441 erwarb die Kurpfalz schließlich die gesamte Grafschaft Löwenstein mitsamt der Burg. Die Pfalzgrafen, die damals gegenüber Württemberg eine aggressive Politik verfolgten, betrieben dann den weiteren massiven Ausbau der Anlage im späten 15. Jahrhundert. Der pfälzische Kurfürst Friedrich I. übergab die Burg und das Amt Löwenstein 1488 seinem morganatischen Sohn Ludwig von Bayern (1463–1524), der sich daraufhin Graf Ludwig I. von Löwenstein nannte und das bis heute bestehende fürstliche Haus Löwenstein-Wertheim begründete. 
Die andauernden Auseinandersetzungen zwischen Pfälzern und Württembergern führten schließlich zur Eroberung der Burg durch den württembergischen Herzog Ulrich im Jahr 1504. Teile der Burg wurden bei einem Brand im Jahr 1512 zerstört; ab dem späten 16. Jahrhundert verfiel sie.
Baumaterial aus Resten der Burg verwendete man danach zur Errichtung einer neuen Schlossanlage in Löwenstein, für die Stadt- und Friedhofsmauer sowie in der Stadtkirche von 1760.
Erste umfangreichere Sicherungs- und Restaurierungsarbeiten fanden ab den 1970er Jahren statt.

## Anlage

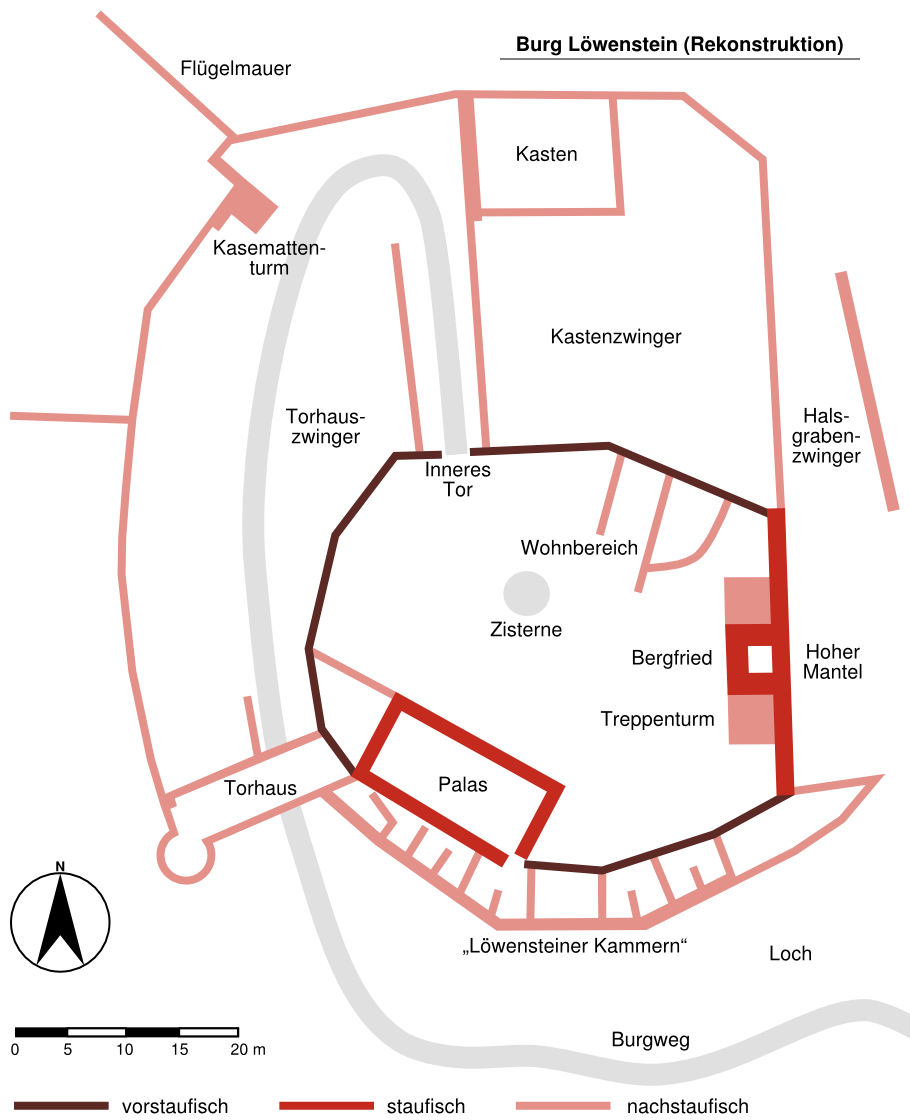
Rekonstruierter Grundriss

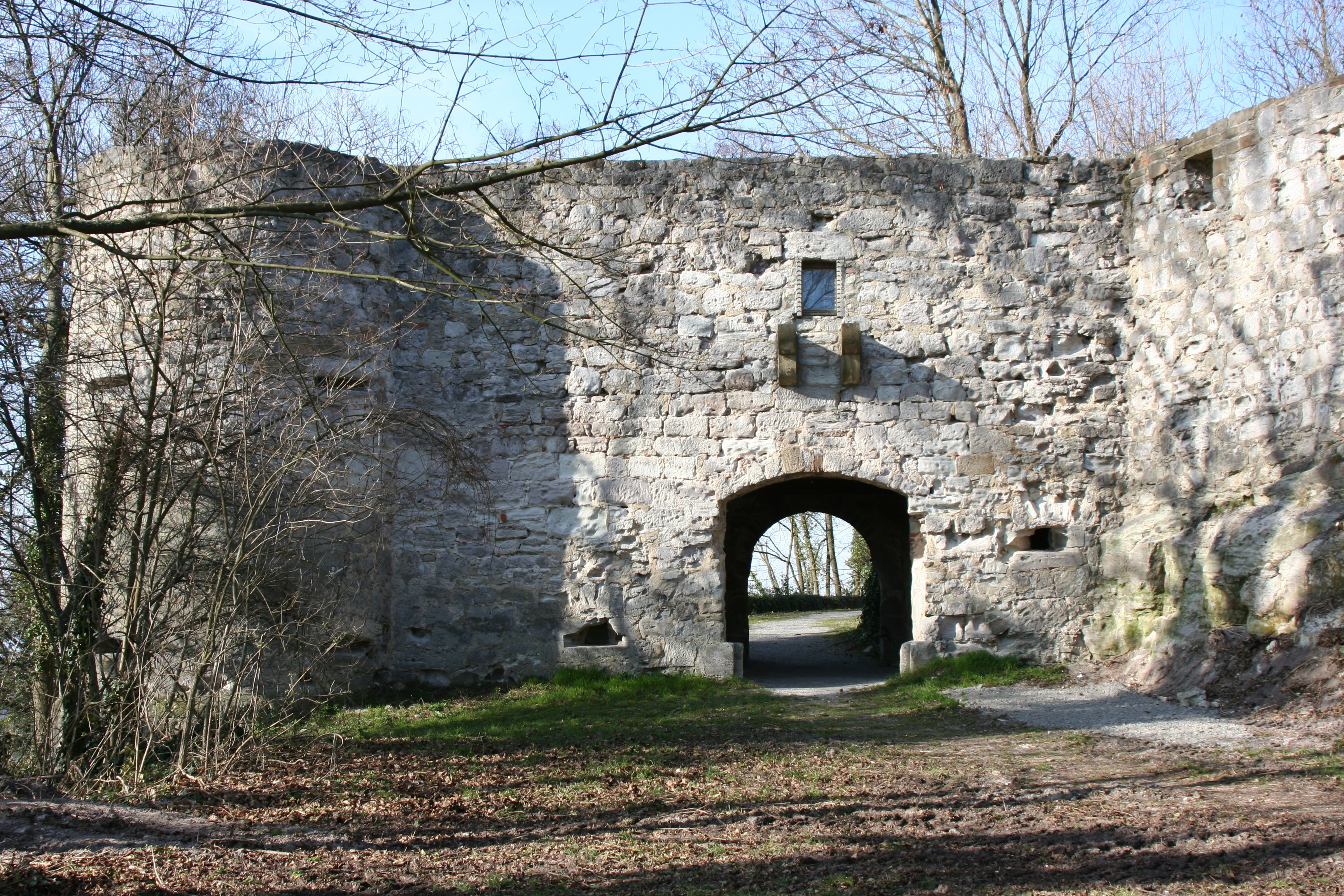
Das Torhaus

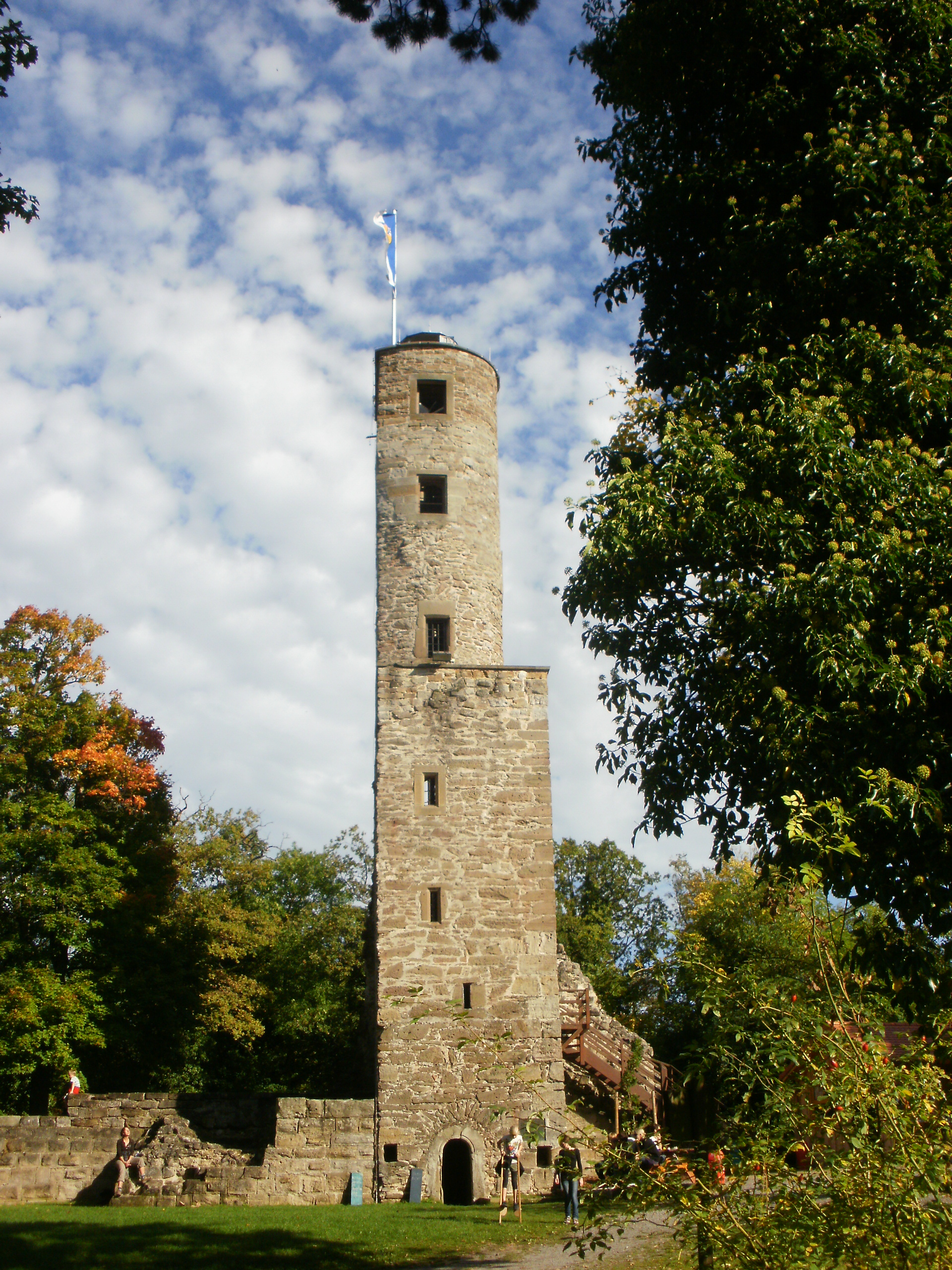
Der Treppenturm, links angeschlossen Reste des Bergfrieds, dahinter Reste der Schildmauer.

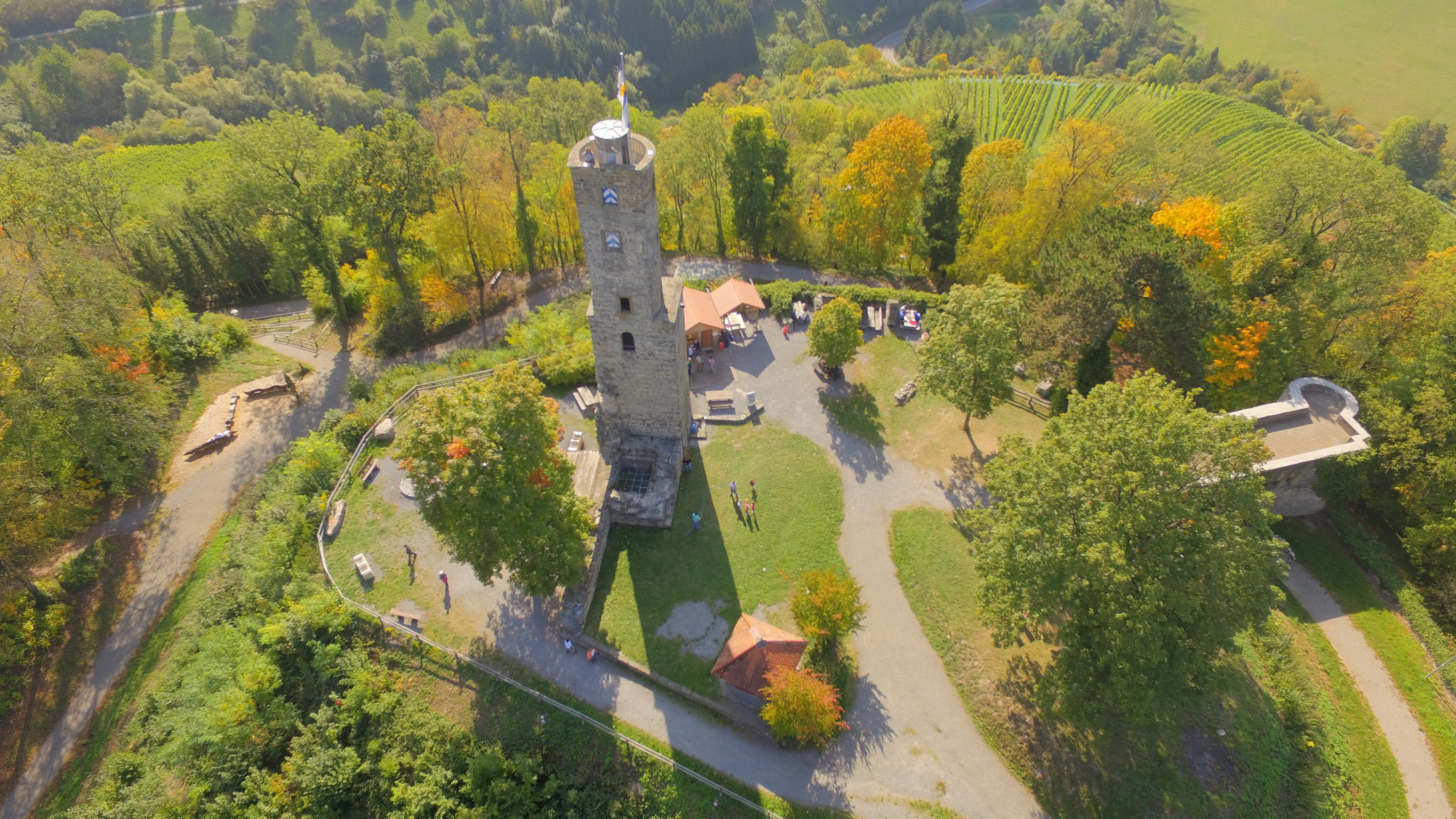
Luftaufnahme der Ruine Löwenstein

Die Ende des 11. Jahrhunderts erbaute Kernburg umfasst eine Fläche von etwa 500 m² und entspricht in ihrer ursprünglichen Form dem Typus des polygonalen Rundlings. Gegen die Angriffsseite ist die Ringmauer im Osten abgeplattet und zu einer Schildmauer verstärkt. Die Mauern sind aus lokalen Sandsteinquadern gefügt, im südlichen Teil der Ringmauer werden sie noch der salischen Zeit zugerechnet. Die erhaltenen Buckelquader der Schildmauer, des Bergfrieds und des Palas sind staufisch. Ob die Burganlage bereits nach der Teilzerstörung im Jahre 1133 ein erstes Mal baulich erweitert oder aber nur wiederhergestellt wurde, kann aus dem Befund nicht sicher geschlossen werden. Ende des 15. Jahrhunderts wurde die Burg um eine Zwingeranlage mit Torhaus und Kasemattenturm erweitert.

### Salisch-staufische Kernburg
Vom schmalen Höhenrücken im Osten waren Angriffe auf die Burg am ehesten zu erwarten. Hier erhob sich parallel zum Halsgraben die bis zu 10,20 Meter hoch aufragende, schnurgerade Schildmauer aus Buckelquader-Mauerwerk, 1,84 Meter dick und mindestens 24 Meter lang. Am besten erhalten ist sie heute im Bereich des Treppenturms, der mit ihr durch Stoßfugen verbunden ist.
Der 24 Meter hohe Treppenturm ist als einziges Gebäude der Burganlage nahezu vollständig erhalten. Er gliedert sich in einen hochkant gestellten Quader von rund 13 Metern Höhe, auf dem ein etwa elf Meter hohes und deutlich schlankeres Segment „höchst eigenwillig in Form und Charakter … etwa dreiviertelrund“ (Dähn) aufsitzt. Fünf Meter über dem Niveau des Burghofs befindet sich an der Südseite des Treppenturms dessen gotisch ausgebildeter Hocheingang. Der Treppenturm weist an allen Seiten in unterschiedlichen Höhen Öffnungen auf, an der Nordseite waren es ursprünglich Übergänge zum Bergfried. Im Erdgeschoss des Treppenturms befindet sich ein Verlies mit eigenem Zugang und Angstloch.
Der Treppenturm erschloss den nördlich angebauten Bergfried, dessen Ostwand ebenfalls Teil der Schildmauer war. Alle Mauerseiten des Bergfrieds sind auf Höhe des Verlieses erhalten und durchweg genauso dick wie an der Schildmauerseite. Außen misst er 5,98 Meter (Ost–West) auf 5,92 Meter (Nord–Süd), innen also 2,30 Meter auf 2,24 Meter.
Die genaue Lage der weiteren Gebäude der ersten Ausbaustufe ist nicht vollständig gesichert. Anhand der Illustration der Gadner’schen Forstkarte von 1594, die ein großes Wohngebäude zeigt, nimmt Dähn an, dass der einstige Palas im Süden der Kernburg lag; er schätzt seine Außenmaße auf recht bescheidene 18 Meter mal 7 Meter.
Reste des inneren, alten Burgtors auf der unbedrohten Westseite der Burg sind nicht erhalten. Seine Position erschließt Dähn aus der späteren Anlage der Burgzwinger und eines teilweise erhaltenen Kasemattenturms.

### Kurpfälzische Burgerweiterung
Im späten 15. Jahrhundert trugen die Burgherren den Entwicklungen der Waffentechnik Rechnung und verstärkten die Burg ringsum durch eine größtenteils noch erhaltene Zwingeranlage, was sie auf eine Gesamtfläche von rund 3500 m² brachte. Im westlichen Zwingerbereich errichtete man zudem ein stark befestigtes zweigeschossiges Torhaus mit Schießkammer, Flankierungsturm und Poternen. Auf die Torhaus-Ruine wurde ein dem Renaissance-Stil nachempfundener Neubau aufgemauert; anstelle des ursprünglichen Satteldaches wurde auf der Decke des Obergeschosses eine ummauerte Terrasse eingerichtet.
Spuren weiterer Gebäude ergrub man im nordöstlichen Burgbereich, es waren vermutlich kleinere Wohn- und Wirtschaftsgebäude (Kasten).

## Heutige Nutzung
Von Anfang März bis Ende Oktober ist der aussichtsreiche Turm an Wochenenden und Feiertagen geöffnet. Von seiner Kanzel aus kann man bei guter Fernsicht die markanten Punkte des Katzenbuckels im Odenwald, des Königstuhls an der Bergstraße sowie der Burg Steinsberg im Kraichgau erkennen. An den Öffnungstagen gibt es kostenlose Kurzführungen durch das Burggelände, der Imbiss an der Burg ist dann bewirtschaftet.
Im Burgwald schaffen Kunstwerke entlang der Wanderwege ein romantisches Ambiente. Die Burg ist auch ein Anziehungspunkt für Anhänger der LARP-Szene.